# Јен Бај
Јен Бај (виј. Yên Bái) је град у Вијетнаму у покрајини Јен Бај. Према резултатима пописа 2009. у граду је живело 95.892 становника.